# Brzo klizanje na ZOI 2014.
Natjecanja u brzom klizanju na Zimskim olimpijskim igrama 2014. u Sočiju održavala su se od 8. do 22. veljače u Adler Areni.

## Natjecanja

### Muškarci
| disciplina        | zlato                                               | vrijeme     | srebro                                                  | vrijeme  | bronca                                                    | vrijeme  |
| 500 metara        | Michel Mulder                                       | 69.31       | Jan Smeekens                                            | 69.32    | Ronald Mulder                                             | 69.46    |
| 1000 metara       | Stefan Groothuis                                    | 1:08,39     | Denny Morrison                                          | 1:08,43  | Michel Mulder                                             | 1:08,74  |
| 1500 metara       | Zbigniew Bródka                                     | 1:45,006    | Koen Verweij                                            | 1:45,009 | Denny Morrison                                            | 1:45,22  |
| 5000 metara       | Sven Kramer                                         | 6:10,76 OR  | Jan Blokhuijsen                                         | 6:15,71  | Jorrit Bergsma                                            | 6:16,66  |
| 10000 metara      | Jorrit Bergsma                                      | 12:44,45 OR | Sven Kramer                                             | 12:49,02 | Bob de Jong                                               | 13:07,19 |
| Ekipno natjecanje | Nizozemska Jan Blokhuijsen Sven Kramer Koen Verweij | 3:37,71 OR  | Južna Koreja Joo Hyong-jun Kim Cheol-min Lee Seung-hoon | 3:40,85  | Poljska Zbigniew Bródka Konrad Niedźwiedzki Jan Szymański | 3:41,94  |

### Žene
| disciplina        | zlato                                                                | vrijeme    | srebro                                                                                | vrijeme | bronca                                                                 | vrijeme |
| 500 metara        | Lee Sang-hwa                                                         | 74.70 OR   | Olga Fatkulina                                                                        | 75.06   | Margot Boer                                                            | 75.48   |
| 1000 metara       | Zhang Hong                                                           | 1:14,02    | Ireen Wüst                                                                            | 1:14,69 | Margot Boer                                                            | 1:14,90 |
| 1500 metara       | Jorien ter Mors                                                      | 1:53,51 OR | Ireen Wüst                                                                            | 1:54,09 | Lotte van Beek                                                         | 1:54,54 |
| 3000 metara       | Ireen Wüst                                                           | 4:00,34    | Martina Sáblíková                                                                     | 4:01,95 | Olga Graf                                                              | 4:03,47 |
| 5000 metara       | Martina Sáblíková                                                    | 6:51.54    | Ireen Wüst                                                                            | 6:54.28 | Carien Kleibeuker                                                      | 6:55.66 |
| Ekipno natjecanje | Nizozemska Jorien ter Mors Marrit Leenstra Lotte van Beek Ireen Wüst | 2:58.05 OR | Poljska Katarzyna Bachleda-Curuś Natalia Czerwonka Luiza Złotkowska Katarzyna Woźniak | 3:05.55 | Rusija Ol'ga Graf Ekaterina Lobysheva Ekaterina Šichova Julija Skokova | 2:59.73 |

- OR olimpijski rekord

## Vanjske poveznice
- Rezultati natjecanja  Arhivirana inačica izvorne stranice od 2. srpnja 2014. (Wayback Machine)